# (6086) Vrchlický
(6086) Vrchlický ist ein Asteroid des Hauptgürtels, der am 15. November 1987 von der tschechischen Astronomin Zdeňka Vávrová am Kleť-Observatorium (IAU-Code 046) in der Nähe der Stadt Český Krumlov in Südböhmen entdeckt wurde.
Benannt wurde er am 18. August 2016 zu Ehren des tschechischen Dichters und Übersetzers Jaroslav Vrchlický (1853–1912), der 1893 Professor für Europäische Literatur an der Karls-Universität in Prag wurde und europäische Klassiker, wie Die Göttliche Komödie von Dante Alighieri ins Tschechische übersetzte.